# 7293 Kazuyuki
7293 Kazuyuki eller 1992 FH är en asteroid i huvudbältet som upptäcktes den 23 mars 1992 av de båda japanska astronomerna Kazuro Watanabe och Kin Endate vid Kitami-observatoriet. Den är uppkallad efter Kazuyuki Saitoh.